# 太陽と君が描くSTORY
『太陽と君が描くSTORY』（たいようときみがえがくストーリー）は、SCANDALの6枚目のシングル。2010年6月2日にエピックレコードジャパンから発売された。

## 概要
「KOSHI-TANTAN」は、京極夏彦原作の劇場アニメ『ルー=ガルー』の挿入歌。SCANDALの作詞に阿木燿子がアレンジを加えた共作となっており、レコーディングされたのは発売日から約2年前である。
初回特典として、当バンドのBlogをブックレット化した「別冊『超SCANDAL』Vol.2」を封入。

## 収録曲
1. 太陽と君が描くSTORY
作詞：TOMOMI・田中秀典　作曲：田中秀典　編曲：藤井丈司・川口圭太
2. KOSHI-TANTAN
作詞：阿木燿子・SCANDAL　作曲・編曲：西川響
3. スイッチ
作詞：TOMOMI・田鹿祐一　作曲：田鹿祐一　編曲：川口圭太
4. 太陽と君が描くSTORY（Instrumental）